# NK Usora Žabljak
NK Usora je hrvatski nogometni klub iz Žabljaka.

## Povijest
Klub je osnovan 1994. godine. Klub se u sezonama 1996./97. i 1997./98. natjecao u Prvoj ligi Herceg Bosne. Kratko su se natjecali s klubovima iz ŽSB i Posavine. Od 2003./04. se natječu u ligi ZDŽ koju su iste sezone osvojili i plasirali se u Drugu ligu FBiH – Centar gdje se i danas natječu. Uz seniorsku momčad aktivni su juniori i kadeti.
Svoje domaće utakmice NK Usora igra na stadionu Topolik kojeg dijeli s klubom FK Pobjeda iz susjedne Tešanjke.

## Vanjske poveznice
- Facebook